# Macedònia Central
Macedònia Central (grec: Περιφέρεια Κεντρικής Μακεδονίας) és una de les 13 perifèries o regions de Grècia, i ocupa la part central de la Macedònia grega, al nord del país. Ací es troba Tessalònica, la segona ciutat més gran del país. Altres poblacions importants són Eges i Véria.